# Акан сере
Акан сере (до 199? года — Кенащи) — аул в Айыртауском районе Северо-Казахстанской области Казахстана. Входит в состав Антоновского сельского округа. Код КАТО — 593233200.

## Население
В 1999 году население села составляло 198 человек (107 мужчин и 91 женщина). По данным переписи 2009 года, в селе проживало 98 человек (50 мужчин и 48 женщин).

## Известные уроженцы
- Акан Серэ Корамсаулы (1843—1913) — казахский народный поэт — акын, певец, композитор.